# Schiefergrube Saint-Joseph

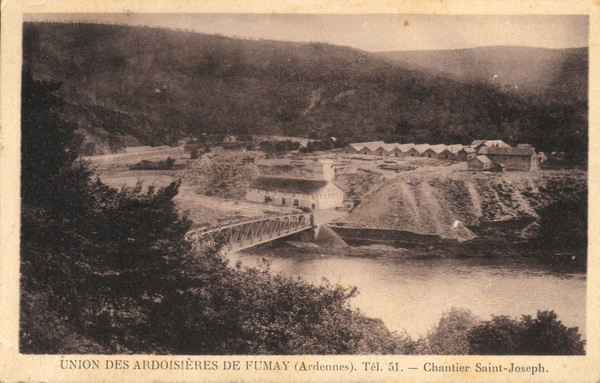
Union der Schiefergruben von Fumay (Ardennen) – Schiefergrube Saint-Joseph um 1930

Die Schiefergrube Saint-Joseph (französisch L’ardoisière Saint-Joseph) war ein Untertage-Schiefer-Bergwerk in Fumay in Frankreich.

## Vorgeschichte

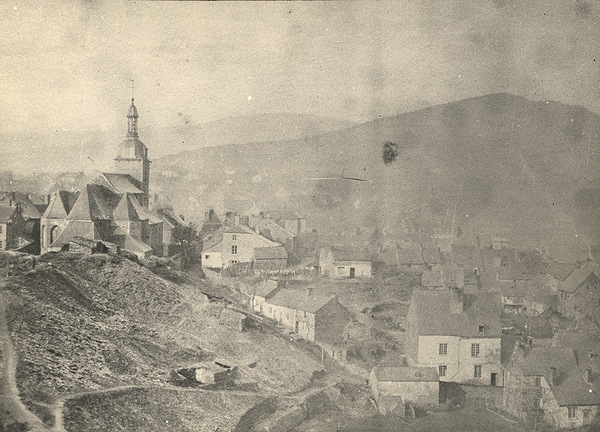
Die erste Schiefergrube Saint-Joseph in der Altstadt von Fumay

Die erste Schiefergrube Saint-Joseph befand sich im Herzen der Altstadt von Fumay hinter der Kirche und nicht weit von den Schiefergruben Les Rochettes, Les Trépassés und Sainte-Marie. Sie wurde 1790 geschlossen, nachdem die Nachfrage nachgelassen hatte.

## Geschichte
Die neue Schiefergrube, die wie ihre Vorgängerin Saint-Joseph genannt wurde, wurde nach erfolgreichen Probebohrungen von 1886 am rechten Ufer der Maas abgeteuft. Sie wurde industriell betrieben.

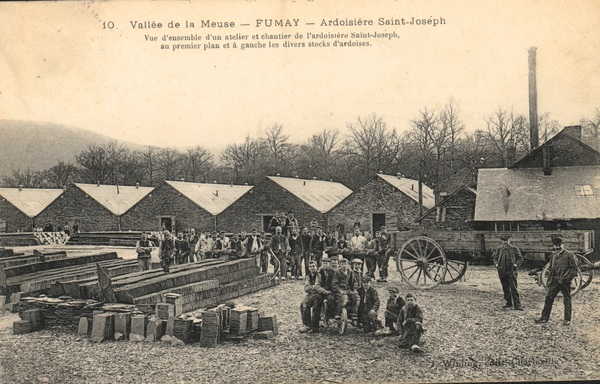
Gesamtansicht der Schieferfabrik Saint-Joseph, im Vordergrund und links die verschiedenen Schieferlager

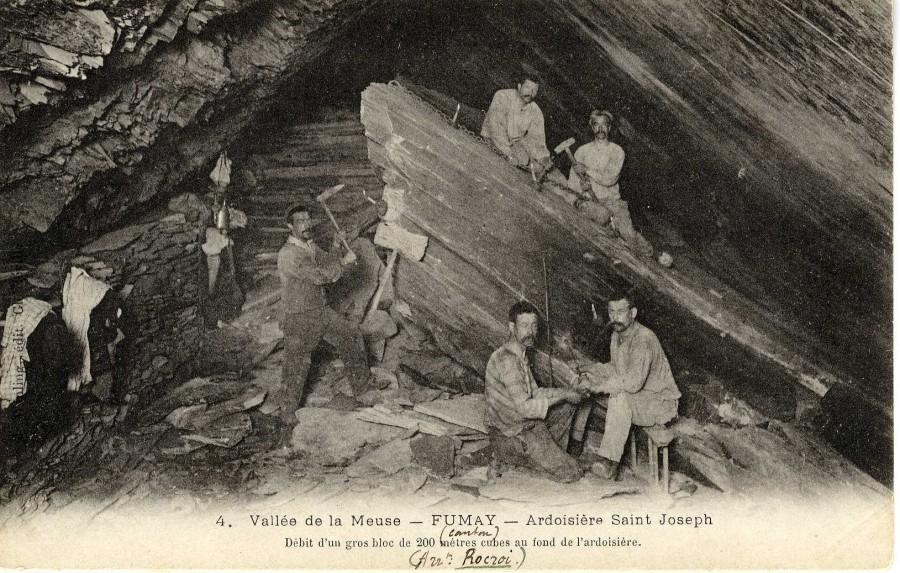
Abbau eines großen Blocks im Stollen der Schiefergrube

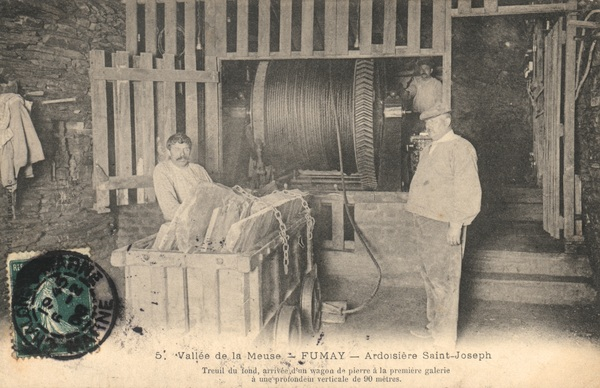
Seilwinde zum Hochziehen des Schiefers in einem Wagen im ersten Stollen in einer vertikalen Tiefe von 90 Metern

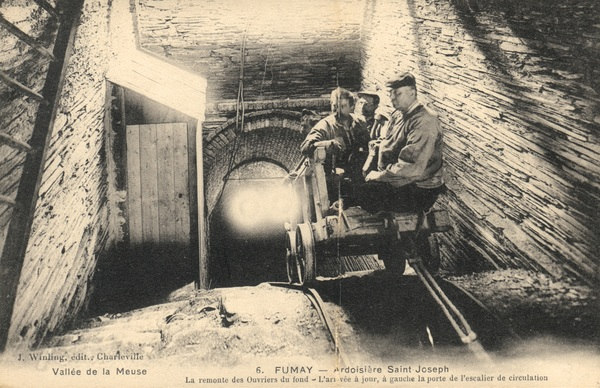
Ausfahrt der Bergarbeiter aus der Schiefergrube, Ankunft über Tage, links die Tür der Treppe

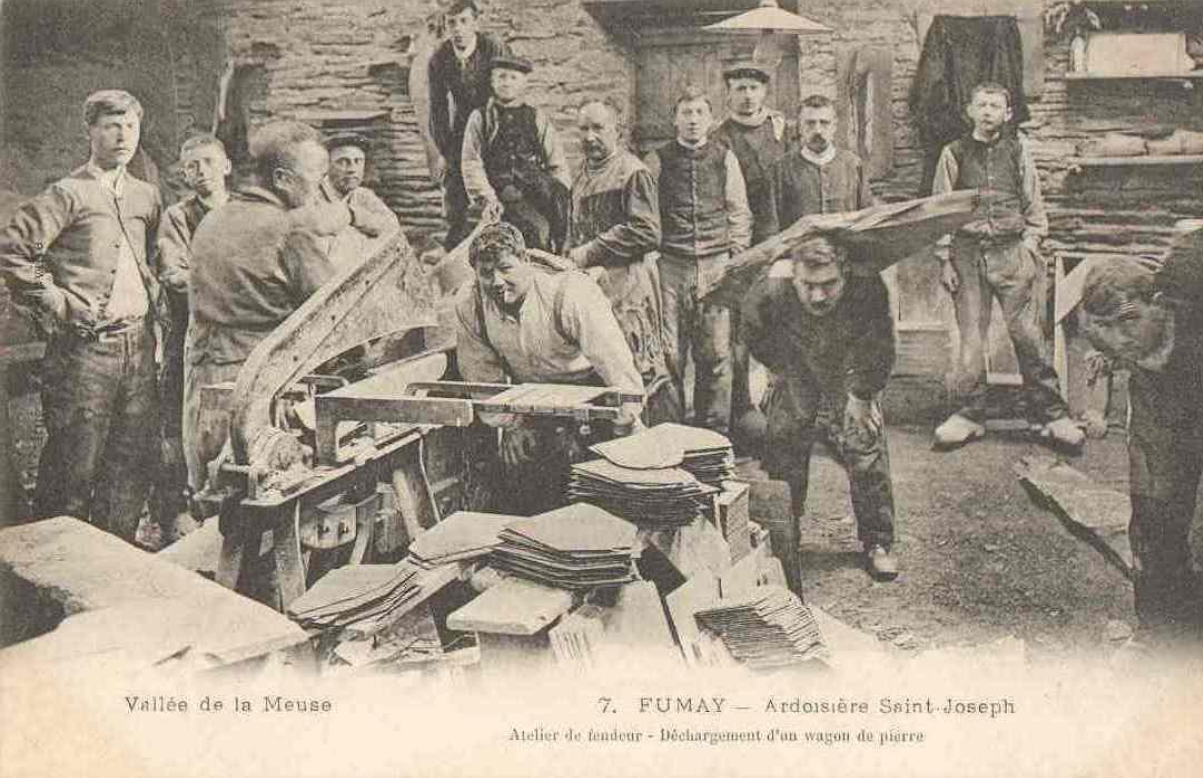
Spaltwerkstatt für die Herstellung von Schindeln – Anlieferung von Rohmaterial aus einem Wagen

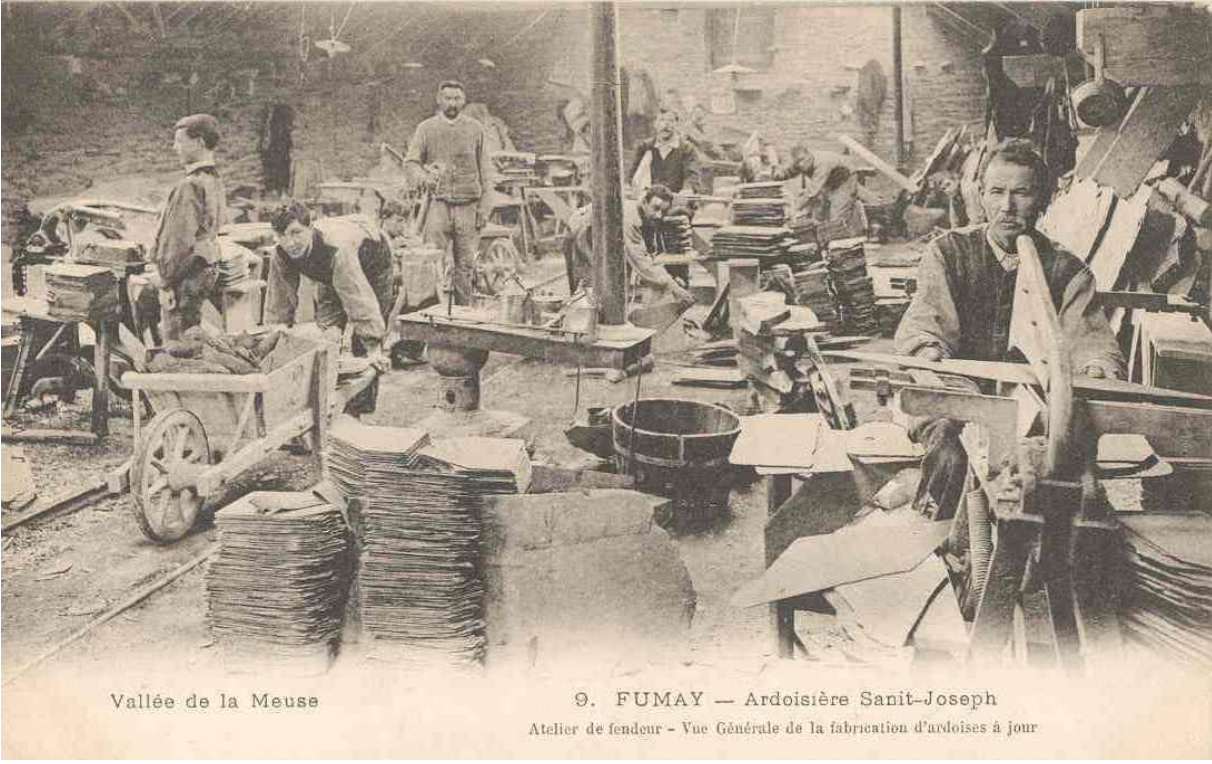
Spaltwerkstatt für die Herstellung von Schindeln – Zuschneiden der gespaltenen Schindeln

Die Gebäude waren nach einem wohldurchdachten Plan ausgerichtet: Die Spalt- und Schneidwerkstätten grenzten an die Maschinerie, die über der Talstation thronte, dann folgten die Gebäude der Schmiede, der Tischlerei und der Direktion. Jahrhundertelang verfügte sie über das Wasserkraftwerk der Gießerei Bidez et Haller Châtillon und eine Seilbahn, die eine Verbindung zum linken Ufer herstellte, wo sich die Schiefergrube La Nouvelles Renaissance befand.
Während des Ersten Weltkriegs kam der gesamte Betrieb zum Erliegen. Die Schiefergrube wurde aber nicht zerstört, mit Ausnahme der Brücke, die sie mit Fumay verband, so dass der Betrieb 1919 mit Lastkähnen wieder aufgenommen werden konnte, woraufhin die Brücke 1922 wieder aufgebaut wurde. In der Nachkriegszeit gab es landesweit einen großen Bedarf für Baumaterialien für den Wiederaufbau, wodurch verschleiert wurde, dass die Nachfrage nach Schiefer eigentlich nachließ, was ab 1924 zu einer Wirtschaftskrise führte. Im Jahr 1925 wurde die Winde durch eine Brücke ersetzt.
Saint-Joseph und La Renaissance waren die einzigen Schieferfabriken, die die Krise von 1929 überlebten. Unter der Leitung von Louis E. Jacquet wurde die Schieferfabrik Saint-Joseph 1930 in die Union Ardoisière de Fumay eingegliedert. Der Schiefer-Export nach England führte zu neuen Absatzmöglichkeiten, jedoch nicht in ausreichenden Mengen, um die Grube wirtschaftlich betreiben zu können. Das Erlöschen dieses Marktes im September 1931 führte dazu, dass die meisten Aktivitäten im Schieferbecken von Fumay und Haybes eingestellt wurden.
Im Jahr 1939 gab es im Schieferrevier Fumay-Haybes nur noch drei Schiefergruben: Belle-Rose, Nouvelle Renaissance und Saint-Joseph. Sie beschäftigten 292 Schieferarbeiter, gegenüber 860 zehn Jahre zuvor, und lieferten jährlich 13.000 Tonnen Handelsware. Trotz des Wiederaufbaus ging die Produktion nach dem Zweiten Weltkrieg weiter zurück. In der Nachkriegszeit nahm die Schieferindustrie ihr altes Transportmittel zum anderen Ufer, den Lastkahn, wieder auf, insbesondere für den Transport des in Saint-Joseph eingelagerten Dynamits nach La Renaissance. Ein Tunnel unter der Maas sicherte einen Teil der Bewetterung zwischen den beiden Betrieben.
1965 wurden die Schiefergruben von der Société des Ardoisières de Rimogne aufgekauft. Die Schiefergrube wurde 1971 geschlossen. Nach der Demontage der Einrichtungen und der Verfüllung der Gruben wurden die Grundstücke von der Gemeinde übernommen. Heute wird das Gelände, auf dem ein Teil der Gebäude und ein Lastkahn restauriert wurden, als Abenteuerpark Terraltitude genutzt, für den eine neue Fußgängerbrücke gebaut wurde. Die verbliebenen Gebäude (Büros, Talstation) wurden teilweise originalgetreu wiederaufgebaut. Die sieben Produktionshallen, die sogenannten Hayons (fendage, quernage, ébauchage) für Spaltung, Teilung, Grobbearbeitung usw., wurden 1971 abgebaut und sind heute eine Ruine. Die Maschinenhalle ist noch sichtbar, hat aber ihr Dach ist eingefallen. Alle Gebäude sind aus Ziegelsteinen oder Schieferbruchsteinen errichtet. Die Bruchsteine sind auf dem gesamten Grundstück sichtbar, die Abraumhalden der Schieferabfälle und des tauben Gesteins erheben sich zwischen den Bäumen und den Einrichtungen des heutigen Freizeitparks.

## Chemische Analyse
| Bestandteil             | Schiefer aus Fumay |
| ----------------------- | ------------------ |
| Siliciumdioxid (SiO2)   | 56,45 %            |
| Aluminiumoxid (Al2O3)   | 25,50 %            |
| Eisen(III)-oxid (Fe2O3) | 7,90 %             |
| Calciumoxid (CaO)       | 3,70 %             |
| Magnesiumoxid (MgO)     | 3,04 %             |
| Schwefelsäure (H2SO4)   | –                  |
| Verlust beim Brennen    | 3,51 %             |
| Vernachlässigt          | –                  |
| Summe                   | 100 %              |